# Surinams flagga

Nederländska Guyanas flagga 1959-1975

Surinams flagga består av fem horisontella band i grönt, vitt och rött med en stor femsidig gul stjärna i mitten. Flaggan antogs den 25 november 1975 när Surinam blev självständigt. Stjärnan representerar folkets enighet, det röda bandet för framstegstro och kärlek, det gröna för hopp och god skörd och de vita skiljeränderna står för fred och rättvisa. Proportionerna är 2:3.

## Historik
Den flagga som användes före självständigheten bestod av fem olikfärgade stjärnor som var sammanbundna med en ellips. Stjärnorna representerade de större etniska grupper som utgjorde Surinams befolkning: ursprungsbefolkningen, den koloniserande européerna, de afrikanska slavarna och hinduer, japaner och kineser som hämtades som billig arbetskraft efter slaveriets. Ellipsen representerar endräkt mellan folkgrupperna.
Dagens flagga antogs vid självständigheten 1975 av en kommitté som utsetts av parlamentet. Flaggans färger är hämtade från de vid den tiden två största politiska partierna, men har samtidigt en utformning som ska utstråla sammanhållning och framtidstro.